# Weinem Automobile
Weinem Automobile war eine Schweizer Autogarage und ein Hersteller von Automobilen.

## Unternehmensgeschichte
Der Rennfahrer Jürg Weinem betrieb seit 1972 in Thalwil eine Tankstelle. Gleichzeitig bot er Buggys sowohl als Kit als auch fertig montiert an. 1978 kam ein Vertrag mit Citroën für Vertrieb und Reparatur zustande. Weinem stellte ausserdem Nachbauten klassischer Automobile her. Etwa 1989 zog das Unternehmen nach Horgen. 2013 wurde das Unternehmen in Folge des Todes von Jürg Weinem aufgelöst.

## Fahrzeuge
Zunächst entstanden etwa 250 Buggys auf Fahrgestellen vom VW Käfer. Für den Antrieb sorgten Vierzylinder-Boxermotoren.
Etwa 1980 kam die Produktion von Replikas des AC Cobra dazu, die bis etwa 1989 andauerte. Dazu stellte Weinem eigene Fahrgestelle her. Für den Antrieb sorgten V6- und V8-Motoren von Ford mit bis zu 400 PS. Die Karosserie bestand wahlweise aus Kunststoff oder Aluminium.